# Valkyria Chronicles II
Valkyria Chronicles II (戦場のヴァルキュリア2 ガリア王立士官学校?, Senjō no Varukyuria Tsū Garia Ōritsushikan Gakkō) è un videogioco di ruolo tattico sviluppato e pubblicato dalla SEGA per PlayStation Portable. Pubblicato nel 2010, è il sequel di Valkyria Chronicles.
Un terzo videogioco della serie, Valkyria Chronicles III, sempre per PlayStation Portable, è stato pubblicato il 27 gennaio 2011 in Giappone.

## Trama
È il 1937. Sono passati due anni dalla fine del conflitto tra Gallia e la Federazione Imperiale.
Il conflitto tra l'Impero e l'Alleanza Atlantica è però ancora in corso, e nonostante sia stato siglato un accordo di pace Gallia vive ancora nel terrore di una nuova invasione da parte di una delle due potenze.
In questo clima di pace armata, ulteriormente inasprito dalla rivelazione della Principessa Cordelia di essere una Darcsen, si è sviluppato nel sud del Paese il Fronte per la Liberazione di Gallia, un movimento ultranazionalista di ribellione capeggiato dalla famiglia Grassenhal che propugna la nascita di una nuova Gallia libera dall'influenza delle due superpotenze e che, soprattutto, ha avviato una massiccia campagna di pulizia etnica nei confronti dei Darcsen, considerati il male della società galliana e la ragione di tutti i mali che affliggono la nazione.
L'esercito regolare e la milizia, troppo impegnati a garantire il mantenimento della tregua con la Federazione presidiando i confini e proteggendo la capitale, non possono permettersi di contrastare la minaccia costituita dalla famiglia Grassenhal, e perciò l'incarico di affrontare i ribelli viene affidato ai giovani cadetti dell'accademia militare di Landseal.
Avan Hardins, un giovane meccanico che vive in un villaggio del sud, riceve ad un certo punto la notizia che suo fratello maggiore Leon, uno dei migliori elementi di Landseal, è rimasto disperso nel corso di un'operazione ed è stato dato per morto, ma inspiegabilmente tutte le informazioni su di lui ed i particolari inerenti all'operazione in questione sono stati secretati. Intuendo che la questione sia più grande di quello che appaia, e che qualcuno abbia voluto deliberatamente insabbiare l'intera faccenda, Avan decide di iscriversi a Landseal per scoprire la verità sulla sorte del fratello, e anche per dare il proprio personale contributo alla lotta contro i ribelli.
Divenuto capoclasse della Classe G, alla quale sono assegnati gli studenti ritenuti più incapaci dell'accademia, Avan fa la conoscenza di Zeri, un introverso e battagliero Darcsen, e Cosette, una gentile ragazza con un passato traumatico, e assieme a loro e al resto della classe si adopera per mettere fine alla guerra civile, cercando nel contempo di sollevare il velo sulla scomparsa di Leon e sugli oscuri segreti che Landseal sembra nascondere.

## Accoglienza
La rivista Play Generation lo classificò come l'ottavo migliore titolo per PSP del 2010.